# Teoria classica dei campi
Una teoria classica dei campi (o teoria classica di campo) è una teoria fisica che predice, tramite equazioni di campo, come uno o più campi interagiscono con la materia. Il termine "teoria classica dei campi" è comunemente riferito alle teorie che descrivono l'elettromagnetismo e la gravità, due delle interazioni fondamentali della natura. Le teorie che incorporano la meccanica quantistica sono dette teorie quantistiche dei campi.
Si può pensare a un campo assegnando a ciascun punto dello spazio e del tempo una grandezza fisica. Ad esempio, in una previsione meteorologica, la velocità del vento durante un giorno è descritta assegnando un vettore a ciascun punto dello spazio. Ogni vettore rappresenta la direzione del movimento dell'aria a quel punto, e così l'insieme di tutti questi vettori in un'area a un dato istante di tempo costituisce un campo vettoriale. Con il passare del tempo, le direzioni verso cui i vettori puntano cambiano al variare della direzione del vento.
Le prime teorie di campo, la gravitazione newtoniana e le equazioni di Maxwell per il campo elettromagnetico in fisica classica, furono formulate prima dell'avvento della teoria della relatività nel 1905, e dovettero essere revisionate per essere coerenti con quella teoria. Di conseguenza, le teorie di campo classiche sono solitamente divise in non relativistiche e relativistiche. Le teorie di campo moderne sono spesso espresse usando il formalismo della meccanica analitica e del calcolo tensoriale. Un formalismo matematico alternativo più recente descrive le teorie di campo come sezioni di oggetti matematici chiamati fibrati.
Nel 1839 James MacCullagh presentò equazioni di campo per descrivere la riflessione e la rifrazione in "An essay toward a dynamical theory of crystalline reflection and refraction".

## Teorie di campo non relativistiche
Alcuni dei campi fisici più semplici sono campi di forze vettoriali. Storicamente, la prima volta che si è usato il concetto di campo fu con le linee di forza di Faraday usate per descrivere il campo elettrico. Il campo gravitazionale poi descritto in modo simile.

### Gravità newtoniana
La prima teoria di campo della gravità fu la teoria di Newton nel quale la mutua interazione tra due masse soddisfa la legge dell'inverso del quadrato. Questo fu molto utile per predire il moto dei pianeti intorno al Sole.
Ogni corpo massivo M ha un campo gravitazionale g che descrive l'influenza di M su altri corpi massivi. Il campo di M in un punto r nello spazio si calcola determinando la forza F che M esercita su una piccola massa di prova m collocata in r, e poi dividendo per m:
{\displaystyle \mathbf {g} (\mathbf {r} )={\frac {\mathbf {F} (\mathbf {r} )}{m}}.}
Solitamente si assume che m sia molto più piccola di M perché ciò assicura che la presenza di m abbia un'influenza trascurabile sul comportamento di M.
Secondo la legge di gravitazione universale, F(r) è data da
{\displaystyle \mathbf {F} (\mathbf {r} )=-{\frac {GMm}{r^{2}}}{\hat {\mathbf {r} }},}
dove {\displaystyle {\hat {\mathbf {r} }}} è un versore che punta lungo la linea da M a m, e G è la costante di gravitazione universale. Pertanto il campo gravitazionale di M è
{\displaystyle \mathbf {g} (\mathbf {r} )={\frac {\mathbf {F} (\mathbf {r} )}{m}}=-{\frac {GM}{r^{2}}}{\hat {\mathbf {r} }}.}
L'osservazione sperimentale del fatto che la massa inerziale e la massa gravitazionale sono uguali a livelli di accuratezza senza precedenti induce a considerare il campo gravitazionale identico all'accelerazione percepita da una particella. Questo è il punto di partenza per il principio di equivalenza, che porta alla relatività generale.
Per un insieme discreto di masse Mi, posizionate nei punti ri, il campo gravitazionale in un punto  r dovuto a queste masse è
{\displaystyle \mathbf {g} (\mathbf {r} )=-G\sum _{i}{\frac {M_{i}(\mathbf {r} -\mathbf {r_{i}} )}{|\mathbf {r} -\mathbf {r} _{i}|^{3}}}\,,}
Se si considera invece una distribuzione continua di massa ρ, la sommatoria si sostituisce con un integrale,
{\displaystyle \mathbf {g} (\mathbf {r} )=-G\iiint _{V}{\frac {\rho (\mathbf {x} )d^{3}\mathbf {x} (\mathbf {r} -\mathbf {x} )}{|\mathbf {r} -\mathbf {x} |^{3}}}\,,}
Nella forma integrale la legge di Gauss per la gravità è
{\displaystyle \iint \mathbf {g} \cdot d\mathbf {S} =-4\pi GM}
mentre in forma differenziale è
{\displaystyle \nabla \cdot \mathbf {g} =-4\pi G\rho _{m}}
Pertanto, il campo gravitazionale g può essere scritto in termini del gradiente di un potenziale gravitazionale φ(r):
{\displaystyle \mathbf {g} (\mathbf {r} )=-\nabla \phi (\mathbf {r} ).}
Questa è una conseguenza della conservatività della forza gravitazionale.

### Elettromagnetismo

#### Elettrostatica
Una carica di prova q sente una forza F solo per via della sua carica. Possiamo descrivere il campo elettrico E tale che F = qE. Usando questo e la legge di Coulomb, il campo elettrico dovuto a una singola carica è
{\displaystyle \mathbf {E} ={\frac {1}{4\pi \epsilon _{0}}}{\frac {q}{r^{2}}}{\hat {\mathbf {r} }}\,.}
Il campo elettrico è conservativo, quindi è dato dal gradiente del potenziale scalare, V(r)
{\displaystyle \mathbf {E} (\mathbf {r} )=-\nabla V(\mathbf {r} )\,.}
La legge di Gauss per l'elettrostatica è, in forma integrale,
{\displaystyle \iint \mathbf {E} \cdot d\mathbf {S} ={\frac {q_{e}}{\epsilon _{0}}}}
mentre in forma differenziale
{\displaystyle \nabla \cdot \mathbf {E} ={\frac {\rho _{e}}{\epsilon _{0}}}\,.}

#### Magnetostatica
Una corrente stazionaria I lungo un percorso ℓ eserciterà una forza sulle cariche vicine che è quantitativamente diversa dalla forza elettrica descritta sopra. La forza esercitata da I su una carica vicina q con velocità v è
{\displaystyle \mathbf {F} (\mathbf {r} )=q\mathbf {v} \times \mathbf {B} (\mathbf {r} ),}
dove B(r) è il campo magnetico, determinato da I mediante la legge di Biot-Savart:
{\displaystyle \mathbf {B} (\mathbf {r} )={\frac {\mu _{0}I}{4\pi }}\int {\frac {d{\boldsymbol {\ell }}\times d{\hat {\mathbf {r} }}}{r^{2}}}.}
Il campo magnetico non è in genere conservativo, quindi non può essere scritto in termini di un potenziale scalare; può essere invece scritto in termini di un potenziale vettore, A(r):
{\displaystyle \mathbf {B} (\mathbf {r} )=\nabla \times \mathbf {A} (\mathbf {r} )}
La legge di Gauss per il magnetismo in forma integrale è
{\displaystyle \iint \mathbf {B} \cdot d\mathbf {S} =0,}
mentre in forma differenziale è
{\displaystyle \nabla \cdot \mathbf {B} =0.}
L'interpretazione fisica è che non esistono monopoli magnetici.

#### Elettrodinamica
In generale, in presenza di una densità di carica ρ(r, t) e una densità di corrente J(r, t), ci sarà sia un campo elettrico sia uno magnetico, ed entrambi varieranno nel tempo. Sono determinati dalle equazioni di Maxwell, un sistema di equazioni differenziali che correlano E e B alla densità di carica (carica per unità di volume) ρ e alla densità di corrente elettrica (corrente per unità di area) J.
In alternativa, si può descrivere il sistema in termini dei potenziali V e A. Un sistema di equazioni integrale conosciute come potenziali ritardati permettono di calcolare V e A da ρ e J, e da ciò i campi elettrico e magnetico sono determinate dalle relazioni
{\displaystyle \mathbf {E} =-\nabla V-{\frac {\partial \mathbf {A} }{\partial t}}}
{\displaystyle \mathbf {B} =\nabla \times \mathbf {A} .}

### Meccanica del continuo

#### Fluidodinamica
La fluidodinamica tratta di campi di pressione, densità, e flusso che sono connessi dalle leggi di conservazione dell'energia e della quantità di moto. La conservazione della massa è rappresentata da un'equazione di continuità della forma
{\displaystyle {\frac {\partial \rho }{\partial t}}+\nabla \cdot (\rho \mathbf {u} )=0}
e le equazioni di Navier-Stokes rappresentano la conservazione della quantità di moto nel fluido, trovata dall'applicazione delle leggi di Newton al fluido,
{\displaystyle {\frac {\partial }{\partial t}}(\rho \mathbf {u} )+\nabla \cdot (\rho \mathbf {u} \otimes \mathbf {u} +p\mathbf {I} )=\nabla \cdot {\boldsymbol {\tau }}+\rho \mathbf {b} }
se sono dati la densità ρ, la pressione p, il tensore degli sforzi τ del fluido, nonché le forze esterne al corpo b. La soluzione di queste equazioni è il campo di velocità u.

## Teoria del potenziale
Il termine "teoria del potenziale" nasce dal fatto che, nella fisica del XIX secolo, si credeva che le forze fondamentali della natura derivassero da potenziali scalari che soddisfano l'equazione di Laplace. Poisson, studiando la stabilità delle orbite planetarie, ricavò l'equazione che porta il suo nome. La forma generale di quest'equazione è
{\displaystyle \nabla ^{2}\phi =\sigma }
dove σ è una funzione delle sorgenti (come la densità) e φ il potenziale scalare che bisogna trovare.
Nel caso di assenza di sorgenti, questi potenziali soddisfano l'equazione di Laplace:
{\displaystyle \nabla ^{2}\phi =0}

## Teoria di campo relativistica
Le formulazioni moderne delle teorie di campo classiche richiedono generalmente la covarianza di Lorentz siccome viene considerata una caratteristica fondamentale della natura. Una teoria di campo solitamente è espressa matematicamente usando la lagrangiana. Questa è una funzione che, soggetta a un principio di azione, porta a equazioni di campo e a una legge di conservazione della teoria. L'azione è uno scalare di Lorentz, dal quale si può derivare facilmente le equazioni di campo e le simmetrie.
D'ora in poi saranno usate unità per cui la velocità della luce nel vuoto è c = 1.

### Dinamica lagrangiana
Dato un tensore di campo φ, uno scalare detto densità lagrangiana
{\displaystyle {\mathcal {L}}(\phi ,\partial \phi ,\partial \partial \phi ,\ldots ,x)}
può essere costruito da φ e dalle sue derivate.
Da questa densità, il funzionale d'azione può essere ottenuto integrando sullo spaziotempo,
{\displaystyle {\mathcal {S}}=\int {{\mathcal {L}}{\sqrt {-g}}\,\mathrm {d} ^{4}x}.}
Qui {\displaystyle {\sqrt {-g}}\,\mathrm {d} ^{4}x} è l'elemento di volume nello spaziotempo curvo. {\displaystyle (g\equiv {\text{det}}(g_{\mu \nu }))}
Quindi, la lagrangiana è uguale all'integrale della densità di lagrangiana su tutto lo spazio.
Pertanto, applicando il principio di azione si ottengono le equazioni di Eulero–Lagrange
{\displaystyle {\frac {\delta {\mathcal {S}}}{\delta \phi }}={\frac {\partial {\mathcal {L}}}{\partial \phi }}-\partial _{\mu }\left({\frac {\partial {\mathcal {L}}}{\partial (\partial _{\mu }\phi )}}\right)+\cdots +(-1)^{m}\partial _{\mu _{1}}\partial _{\mu _{2}}\cdots \partial _{\mu _{m-1}}\partial _{\mu _{m}}\left({\frac {\partial {\mathcal {L}}}{\partial (\partial _{\mu _{1}}\partial _{\mu _{2}}\cdots \partial _{\mu _{m-1}}\partial _{\mu _{m}}\phi )}}\right)=0.}

## Campi relativistici

### Elettromagnetismo
Storicamente, le prime teorie trattavano i campi elettrico e magnetico separatamente. Dopo numerosi esperimenti, si scoprì che questi due campi sono correlati, o due aspetti dello stesso campo: il campo elettromagnetico.  La teoria dell'elettromagnetismo di Maxwell descrive l'interazione delle cariche con il campo elettromagnetico. La prima formulazione di questa teoria faceva uso di campi vettoriali. Dall'avvento della relatività ristretta, si usa una formulazione più completa, usando campi tensoriali. Invece di usare due campi vettoriali per descrivere il campo elettrico e magnetico, si utilizza un campo tensoriale che rappresenta i due campi insieme.
Il quadripotenziale elettromagnetico è definito come Aa = (-φ, A), e la quadricorrente ja = (-ρ, j). Il campo elettromagnetico in un qualsiasi punto dello spaziotempo è descritto dal tensore elettromagnetico, antisimmetrico e di tipo (0,2), della forma
{\displaystyle F_{ab}=\partial _{a}A_{b}-\partial _{b}A_{a}.}

#### La lagrangiana
Per ottenere la dinamica da questo campo, si cerca di formare uno scalare da esso. Nel vuoto, si ha
{\displaystyle {\mathcal {L}}=-{\frac {1}{4\mu _{0}}}F^{ab}F_{ab}\,.}
Tramite la teoria di gauge si può trovare il termine di interazione e quindi diventa
{\displaystyle {\mathcal {L}}=-{\frac {1}{4\mu _{0}}}F^{ab}F_{ab}-j^{a}A_{a}\,.}

#### Le equazioni
Per ottenere le equazioni di campo, bisogna sostituire il tensore elettromagnetico con la sua definizione in termini del quadripotenziale A, ed è questo potenziale ad entrare nelle equazioni di Eulero-Lagrange. Il campo F non varia nelle equazioni E-L. Pertanto,
{\displaystyle \partial _{b}\left({\frac {\partial {\mathcal {L}}}{\partial \left(\partial _{b}A_{a}\right)}}\right)={\frac {\partial {\mathcal {L}}}{\partial A_{a}}}\,.}
Valutare la derivata della densità di lagrangiana rispetto alle componenti del campo
{\displaystyle {\frac {\partial {\mathcal {L}}}{\partial A_{a}}}=\mu _{0}j^{a}\,,}
e alle loro derivate
{\displaystyle {\frac {\partial {\mathcal {L}}}{\partial (\partial _{b}A_{a})}}=F^{ab}\,,}
dà le equazioni di Maxwell nel vuoto. Le equazioni delle sorgenti (la legge di Gauss per l'elettricità e la legge di Maxwell-Ampère) sono date da
{\displaystyle \partial _{b}F^{ab}=\mu _{0}j^{a}\,.}
mentre le altre due (la legge di Gauss per il magnetismo e la legge di Faraday) sono ottenute dal fatto che F è il quadrirotore di A, o, in altre parole, dal fatto che per il tensore elettromagnetico vale l'identità di Bianchi.
{\displaystyle 6F_{[ab,c]}\,=F_{ab,c}+F_{ca,b}+F_{bc,a}=0.}
dove la virgola indica una derivata parziale rispetto alla componente dopo la virgola.

### Gravità
Dopo aver trovato che la gravità newtoniana risulta incompatibile con la relatività ristretta, Albert Einstein formulò una nuova teoria della gravità, la relatività generale. Essa tratta la gravità come un fenomeno geometrico (lo 'spaziotempo curvo') causato dalla presenza di massa o energia e descrive il campo gravitazionale matematicamente da un tensore chiamato tensore metrico.  Questa teoria supera quindi la teoria di Newton. Le equazioni di campo di Einstein,
{\displaystyle G_{ab}=\kappa T_{ab}}
descrivono come viene prodotta la curvatura dalla materia e dalla radiazione; qui Gab è il tensore di Einstein,
{\displaystyle G_{ab}\,=R_{ab}-{\frac {1}{2}}Rg_{ab}}
scritto in termini del tensore di Ricci Rab e dello scalare di Ricci R = Rabgab, Tab è il tensore energia-impulso e κ = 8πG/c4 è una costante. In assenza di materia e radiazione le equazioni nel vuoto,
{\displaystyle G_{ab}=0\,}
possono essere derivate dalla variazione dell'azione di Einstein-Hilbert,
{\displaystyle S=\int R{\sqrt {-g}}\,d^{4}x}
rispetto alla metrica gab, dove g è il suo determinante. Secondo un'interpretazione alternativa, di Arthur Eddington, è {\displaystyle R} la grandezza fondamentale, {\displaystyle T} è semplicemente un aspetto di {\displaystyle R}, e {\displaystyle \kappa } è vincolata dalla scelta delle unità di misura.

## Tentativi di unificazione
Durante il periodo interbellico, l'idea di unificare la gravità con l'elettromagnetismo era attivamente studiata da molti matematici e fisici come Albert Einstein, Theodor Kaluza, Hermann Weyl, Arthur Eddington, Gustav Mie e Ernst Reichenbacher.
I primi tentativi di creazione di una teoria del genere si basavano sull'integrazione dei campi elettromagnetici nella geometria della relatività generale. Nel 1918, la prima geometrizzazione del campo elettromagnetico fu proposta da Hermann Weyl. Nel 1919, Theodor Kaluza propose un approccio a cinque dimensioni, da cui seguì lo sviluppo della cosiddetta teoria di Kaluza-Klein, che tenta di unificare la gravità con l'elettromagnetismo in uno spaziotempo penta-dimensionale. Ci sono molti modi di estendere una teoria che sono stati considerati da Einstein e da altri ricercatori. Tali estensioni in genere si basano su due opzioni. La prima prevede il rilassamento delle condizioni imposte nella formulazione originale, e la seconda si basa sull'introduzione di nuovi oggetti matematici. La teoria di Kaluza-Klein è un esempio della prima opzione: è stata rilassata la restrizione allo spazio quadri-dimensionale considerando una dimensione in più. Per quanto riguarda la seconda opzione, l'esempio più rilevante è l'introduzione del concetto di connessione affine nella teoria della relatività generale, principalmente grazie ai lavori di Tullio Levi-Civita e Hermann Weyl.
Successivi sviluppi della teoria quantistica dei campi portarono a cercare una teoria di campo unificata nell'ambito della descrizione quantistica. A causa di ciò, molti fisici teorici abbandonarono l'idea di trovare una teoria unificata classica. Le teorie di campo quantistiche comportano l'unificazione delle altre due interazioni fondamentali, la forte e la debole, che agiscono a livello subatomico.

### Approfondimenti
1. ↑  Questo dipende dalla corretta scelta di gauge. φ e A non sono univocamente determinati da ρ e J; sono determinati a meno di una qualche funzione scalare f(r, t) detta gauge. Il formalismo dei potenziali ritardati richiede di scegliere la gauge di Lorenz.
2. ↑  Questo è equivalente a scegliere come unità di lunghezza e tempo i secondi-luce e i secondi, oppure gli anni-luce e gli anni. Porre c = 1 permette di semplificare le equazioni. Ad esempio, E = mc2 si riduce E = m (dato che c2 = 1). Bisogna tenere presente questo "trucco" quando si effettuano calcoli numerici.

### Bibliografiche
1. ↑  James MacCullagh (1839) An essay toward a dynamical theory of crystalline reflection and refraction, Transactions, Royal Irish Academy 21
2. 1 2 3   David Kleppner e Robert Kolenkow, An Introduction to Mechanics,  p. 85.
3. ↑   David Griffiths, Introduction to Electrodynamics, 3rdª ed.,  p. 326.
4. ↑   Roald Wangsness, Electromagnetic Fields, 2ª ed.,  p. 469.
5. ↑   Theodor Kaluza, Zum Unitätsproblem in der Physik, in Sitzungsber. Preuss. Akad. Wiss. Berlin. (Math. Phys.), 1921,  pp. 966-972.
6. ↑   Weyl, H., Gravitation und Elektrizität, in Sitz. Preuss. Akad. Wiss., 1918,  p. 465.
7. ↑   Eddington, A. S., The Mathematical Theory of Relativity, 2nd ed., Cambridge Univ. Press, 1924.
8. ↑   Mie, G., Grundlagen einer Theorie der Materie, in Ann. Phys., vol. 37, n. 3, 1912,  pp. 511-534, Bibcode:1912AnP...342..511M, DOI:10.1002/andp.19123420306.
9. ↑   Reichenbächer, E., Grundzüge zu einer Theorie der Elektrizität und der Gravitation, in Ann. Phys., vol. 52, n. 2, 1917,  pp. 134-173, Bibcode:1917AnP...357..134R, DOI:10.1002/andp.19173570203.
10. 1 2   Sauer Tilman, The Cambridge Companion to Einstein, ISBN 9781139024525.
11. ↑   Golden Gadzirayi Nyambuya, Unified Field Theory – Paper I, Gravitational, Electromagnetic, Weak & the Strong Force (PDF), in Apeiron, vol. 14, n. 4, ottobre 2007,  p. 321. URL consultato il 30 dicembre 2017.
12. ↑   W. De Boer, Grand unified theories and supersymmetry in particle physics and cosmology (PDF), in Progress in Particle and Nuclear Physics, vol. 33, 1994,  pp. 201-301, Bibcode:1994PrPNP..33..201D, DOI:10.1016/0146-6410(94)90045-0, arXiv:hep-ph/9402266. URL consultato il 30 dicembre 2017.